# Jens-Flemming Sørensen
Jens-Flemming Sørensen (født 30. august 1933, København, død 1. december 2017 i Pietrasanta) var en dansk billedhugger. Blev uddannet som skrædder, begyndte som autodidakt maler, men opholdet på Eks-skolen førte ham hurtigt mod rumkunsten og han kom til at arbejde det meste af sit liv som billedhugger. De fleste af hans værker er udført i bronze og marmor og viser ofte steler, pyramider, sfæriske former og skildringer af kvindekroppen. Jens-Flemming Sørensen var gift tre gange, senest fra 1993 med den amerikanske billedhugger Ellen Ann Brenner-Sorensen
I 1966 var han medstifter af kunstnergruppen Passepartout. Hans skulpturer fra 1960'erne har afsæt i den magiske realisme og kontrasterede organisk og arkitektonisk, flydende og fast, fx Som tiden i en drøm (1969, Nordjyllands Kunstmuseum). 
Sørensen modtog bl.a Eckersberg-medaljen i 1972 og var fra 1987 bosat og arbejdede i Pietrasanta i Italien, hvor han ofte udstillede med maleren Jørgen Boberg.
Jens-Flemming Sørensens virtuose beherskelse af materialer og hans værkers dekorative værdi førte til en lang række udsmykningsopgaver i både Danmark og udlandet, fx Toftegårds Plads (1982), en fontæne til Carlsbergbryggeriernes hovedsæde i Valby (1998), og fontæner, skulpturer og relieffer til erhvervs- og boligbebyggelsen Tuborg Nord i Hellerup (2003).
I 2014 åbnede Jens-Flemming Sørensen, i samarbejde Tina Lorien; hans assistent gennem mange år, et lille galleri på Frederiksberg. På åbningsudstillingen december 2014 vistes Sørensens mere ukendte grafiske værker. Lorien har efter Sørensens død i 2017 stået for at føre galleriet videre.

## Offentlig kunst af Jens-Flemming Sørensen
| Billede | Titel / tema                         | Sted                                                                                              | År   | Type                 | Materiale      | Bemærkninger |
| ------- | ------------------------------------ | ------------------------------------------------------------------------------------------------- | ---- | -------------------- | -------------- | --- |
|         | Balls Head / Interpretation of Ruins | Reading Abbey, England 51°27′21″N 0°57′55″V / 51.455920°N 0.965399°V                              | 2000 | Skulptur             | Bronze         | En fortolkning af ruinerne efter det nærliggende abbedi. Uden titel, men omtalt som enten Balls Head eller Interpretation of Ruins. |
|         | Et sted mellem drøm og virkelighed   | Marselisborg Slot                                                                                 | 1977 | Skulptur             | Bronze         | |
|         | Fontænen på Frue Kirkeplads          | Frue Kirkeplads/Vestergade, Århus                                                                 | 1979 | Vandkunst / Skulptur | Granit, Bronze | |
|         | Uden titel                           | Det danske hus, Meßberg, Kontorhausviertel, Hamburg 53°32′52″N 10°00′02″Ø / 53.54789°N 10.00059°Ø | 1993 | Skulptur             | Granit, Bronze | |